# Lingkungpasir
Lingkungpasir is een bestuurslaag in het regentschap Garut van de provincie West-Java, Indonesië. Lingkungpasir telt 5247 inwoners (volkstelling 2010).